# 林韋傑
林 韋傑（りん いけつ、ウェード式：Lin Wei-chieh、リン ウェイチェ、1997年xx月xx日 - ）は、台湾のソフトテニス選手。

## 来歴
後壁高中-台北市立体育学院（現在は台北市立大学天母キャンパス）。2016アジア選手権が初代表。

## 四大国際大会戦績
- 2016アジアソフトテニス選手権　 国別対抗団体戦第三位
- 2018アジア競技大会　国別対抗団体戦銅メダル
- 2019世界ソフトテニス選手権　ダブルス金メダル[1]（余凱文・林韋傑）　　国別対抗団体戦銅メダル